# Divine (Tuxedomoon)
Divine è il terzo album in studio del gruppo post-punk statunitense Tuxedomoon, pubblicato nel 1982. 

## Tracce
Tutte le tracce sono scritte come accompagnamento sonoro dell'omonimo balletto di Maurice Béjart.
Side 1
1. Mata Hari – 4:42
2. Anna Christie – 3:05
3. Grand Hotel – 3:46
4. Ninotchka – 4:41

Side 2
1. Conquest – 3:54
2. Queen Christina – 7:16
3. Camille – 5:42